# Lucien Febvre
Lucien Paul Victor Febvre (n. 22 iulie 1878, Nancy, Franța – d. 11 septembrie 1956, Saint-Amour⁠(d), Franche-Comté⁠(d), Franța) a fost un istoric modernist francez. A fost redactor original al Encyclopédie française, împreună cu Anatole de Monzie.

## Biografie
Studiază la Școala Normală Superioară din Paris, la secțiunea de Litere. În 1911 își susține teza de doctorat cu titlul Philippe II et la Franche-Comté, un studiu de istorie regională prin care încearcă să definească formulele politice și instituționale din provincia franceză în timpul celei de a doua jumătăți a secolului al XVI-lea. 
În 1922 publică lucrarea La Terre et l’évolution humaine în care abordează o problemă epistemologică dragă: care sunt influențele (“subtile”, “ multiple” și “complexe”) ale geografiei asupra omului în general și asupra omului istoric în particular. Răspunsurile sunt nuanțate și subtile trecând sistematic în revistă datele geografice ce interferează cu istoria: climatul, peisajele geografice, frontierele, axele de comunicații, timpurile de viață. Lucrarea pledează împotriva determinismului, dar pentru un “predeterminism”, pentru “posibilități” care lasă omului relativa autonomie. 
În 1928 prin lucrarea Martin Luther pune problema “raporturilor dintre individ și colectivitate” considerată a fi o problemă “capitală a istoriei”. În același spirit al istoriei mentalităților este gândită și cartea publicată în 1942 Le Problème de l’incroyance au XVIe siècle. La religion de Rabelais. Lucrarea este o analiză asupra problemei posibilei lipse de credință în secolul al XVI-lea pornind de la o analiză asupra percepțiilor, limbajelor, conceptelor timpului. Studiul este aplicat pe cazul lui Rabelais. Explicându-și alegerea autorul spunea: 
„Am ales cazul lui Rabelais nu numai pentru că era celebru, ci pentru că documentele permiteau reconstituirea modelului său de a gândi. Înainte de a examina documentele concluzia pare să se impună de la sine: în secolul al XVI-lea ateismul științific nu era posibil și Rabelais nu putea să fie ceea ce numim la începutul secolului al XX.lea un liber cugetător.”
Prin demersul său, Febvre nu a făcut decât să transforme întrebarea “este adevărat că?” în “este posibil ca?”; aparent nimic spectaculos, în realitate însă maniera de lucru a reprezentat o mică revoluție epistemologică. Tot în domeniul mentalităților se încadrează și cartea publicată în 1944, Amour sacré, amour profane: autour de l’Heptaméron prin care pune problema decalajului mental între secolul al XX-lea (secolul căruia îi aparține cel ce investighează) și secolul al XVI-lea (secolul obiectului investigației) care împiedică sesizarea complexității mentalităților pentru epocile îndepărtate. Ca punct de plecare al lucrării: o enigmă. Margarete, regina Navarei și sora lui Francisc I al Franței, este autoarea a două texte aparent incompatibile. Ele demonstrează că o persoană de la curte poate foarte bine să concilieze un comportament religios și o atitudine morală emancipată.  
Opera lui Febvre este de o extraordinară varietate cuprinzând probleme teoretice ale istoriei, studii de istorie a civilizațiilor, a instituțiilor, a mentalităților, istoria religiilor și probleme de istorie economică și socială. Adversar al istoriei politice tradiționale a promovat o istorie împotriva evenimentului, axată pe marile probleme ale civilizației și având permanent în centrul ei omul. Formula lui Febvre “omul măsura istoriei, singura sa măsură, mai mult, rațiunea sa de a fi” a schimbat metodologic abordările în istorie. 
Lucien Febvre a editat ultimul manuscris al lui Marc Bloch, Apologie pour l’Histoire ou Métier d’historien (Apologie pentru istorie sau Meseria de istoric) care fusese redactat rapid și cu puține note, între 1941-1942, volum pe care autorul său nu l-a mai putut finaliza, deoarece a fost arestat și executat de Gestapo.
Spre sfârșitul vieții, Lucien Febvre a reeditat o parte din cele 500 de articole, publicate în diferite reviste de-a lungul carierei sale, în trei culegeri tematice: Au coeur religieux au XVI-siècle, Pour une histoire à part entière și Combats pour l’histoire. Ele sunt în cea mai mare parte reflexii metodologice prin care Lucien Febvre poate fi considerat un istoric care pune probleme și nu un istoric ce epuizează a inventaria.

## Lucrări de Lucien Febvre
- A Geographical Introduction to History. in collaboration with Lionel Bataillon, London 1925 (La Terre et l'évolution humaine : introduction géographique à l'histoire. Paris 1922)[11]
- Martin Luther, A Destiny. New York 1929. (Un destin. Martin Luther, Presses Universitaires de France, Paris, 1928)[12]
- Une Question Mal Posée, 1929.[13]
- The Rhine: Problems of History and Economics (Le Rhin: Problèmes d'histoire et d'économie, Paris 1935)
- The Problem of Unbelief in the Sixteenth Century: The Religion of Rabelais. London 1982, (Le problème de l'incroyance au 16e siècle : la religion de Rabelais. With Henri Berr, Paris 1937)[14]
- The Coming of the Book: The Impact of Printing 1450-1800, co-written with Henri-Jean Martin, London 1976. ( L'apparition du livre, Paris 1958)[15]
- A New Kind of History (selected essays) (1973).[16]